# Droga wojewódzka 839
Die Droga wojewódzka 839 (DW 839) ist eine 30 Kilometer lange Droga wojewódzka (Woiwodschaftsstraße) in der polnischen Woiwodschaft Lublin, die Cyców mit Rejowiec verbindet. Die Strecke liegt im Powiat Łęczyński und im Powiat Chełmski.

## Streckenverlauf
Woiwodschaft Lublin, Powiat Łęczyński
-  Cyców (DK 82, DW 841)

Woiwodschaft Lublin, Powiat Chełmski
- Kulik
- Dobromyśl
- Janowica
- Siedliszcze
-  Marynin (DK 12)
- Pawłów
- Rejowiec Fabryczny
-  Rejowiec (DW 812)